# Don Luca c'è
Don Luca c'è è una sitcom televisiva italiana, seguito della serie Don Luca (2001-2004), che a eccezione del ruolo da protagonista, ricoperto da Luca Laurenti, presenta un cast completamente rinnovato. La serie è stata trasmessa su Italia 1, in parte nel luglio del 2008 e in parte nel dicembre del 2008, ed è stata poi replicata su Canale 5, Rete 4, Mediaset Extra e Iris.
A causa degli ascolti, che si rivelarono molto più bassi della serie precedente, il programma andò in onda per una sola stagione.

## Trama
Don Luca, trasferitosi da San Fedele, è divenuto il nuovo parroco della chiesa di San Precotto. La sua missione è riportare i ragazzi in chiesa a frequentare il catechismo, ma l'impresa non sembra funzionare.
Luca ha l'abitudine (serale) di fare due tiri a canestro, in oratorio, "parlando" con Dio, e scommettendo con lui sul futuro della parrocchia.

## Produzione

### Cast
A parte Luca Laurenti, il cast è completamente cambiato rispetto alla serie precedente. Tra gli attori vi sono diversi nuovi volti, spesso provenienti da trasmissioni TV del periodo, tra i quali Nora Amile (già apparsa ne La pupa e il secchione e Colorado Cafè), che interpreta una barista, Stefano Chiodaroli (che ha partecipato a Zelig Circus, Belli dentro e Colorado Cafè) nel ruolo di Angelo, Gianluca Fubelli nella parte dell'aiutante di don Luca, Crocifisso, e Valeria Graci, che interpreta la catechista Laura. Tra i giovani della parrocchia di don Luca vi sono Gabriele De Luca (Ritchie), Gennaro Mirto (Rocco) e Mattia Rovatti (Max).

## Distribuzione
La serie si divide in 20 episodi, non collegati tra loro, e debutta il 3 luglio 2008 su Italia 1 in prima serata, ma dopo il sesto episodio viene interrotta per bassi ascolti. In seguito, il canale ricomincia a trasmettere la serie alle ore 19:00 del 1º dicembre 2008, ripartendo dal primo episodio. Questa volta Italia 1 trasmette un episodio al giorno, dal lunedì al venerdì tranne i festivi, proseguendo oltre il sesto episodio e trasmettendo in prima visione il settimo martedì 9 dicembre 2008. Dopo i primi sette episodi, il canale inizia a trasmettere la serie senza rispettare l'ordine di trama. Inoltre, dal 19 dicembre 2008 in poi, Italia 1 inizia a trasmettere  "Don Luca c'è" saltuariamente, cioè sostituendo di tanto in tanto la trasmissione di un episodio inedito con altri programmi o con repliche di episodi già trasmessi.

## Episodi
| Stagione       | Episodi | Prima TV Italia |
| -------------- | ------- | --------------- |
| Prima stagione | 20      | 2008            |